# Jószay Zsolt

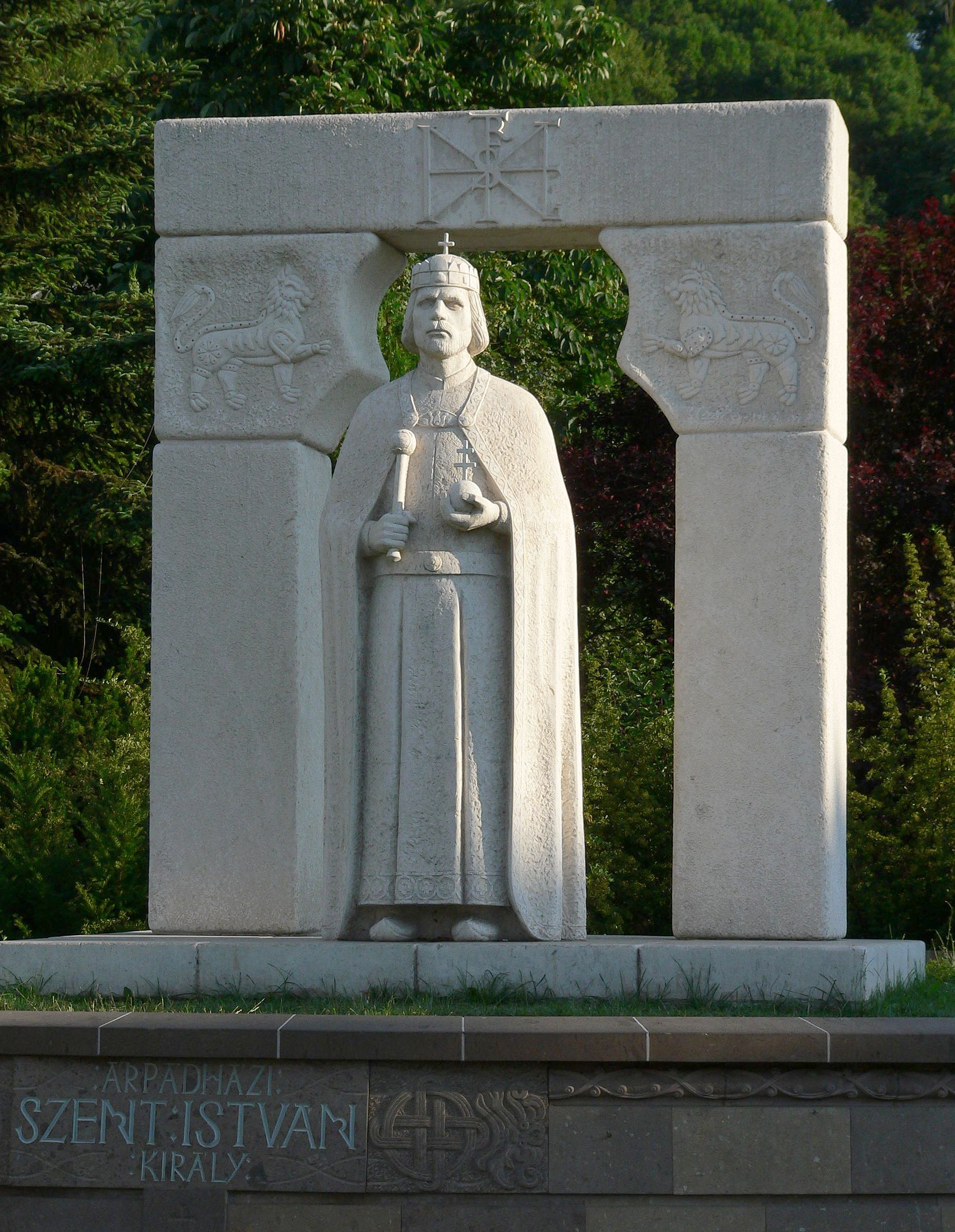
Jószay Zsolt: Szent István. A szobor Miskolcon, a Szent István téren áll.

Jószay Zsolt (Szolnok, 1951. június 2. –) magyar szobrászművész, a Széchenyi Irodalmi és Művészeti Akadémia Miskolci Területi Csoportjának tagja. Miskolcon alkot.

## Életútja, munkássága
Főiskolai tanulmányait Egerben, az akkori Ho Si Minh Tanárképző Főiskolán végezte, ahol 1974-ben diplomázott földrajz-rajz szakos tanárként. Olyan neves kollégákkal végzett, mint Földi Péter, Selmeci György (Svájc), Szentirmai László, Molnár Béla (Franciaország) és Makoldi Sándor. Mesterei Blaskó János szobrász és Seres János festőművészek voltak. 
Diplomás tanárként megnősült, s előbb Tiszavárkonyban egy évig, Szolnokon pedig 3–4 évig tanított, majd Miskolcra került, ahol 1979 óta él. 1992-től 2005-ig a Gábor Áron Művészeti Szakközépiskolában tanított rajz-mintázást. 1987-től tagja a Magyar Alkotóművészek Országos Egyesületének, 1991-től a Magyar Képzőművészek és Iparművészek Szövetségének, 1996-tól a Magyar Szobrász Társaságnak és 2005-től a Széchenyi Irodalmi és Művészeti Akadémia (SZIMA) Miskolci területi csoportjának.
Művei számos közgyűjteményben megtalálhatók: Herman Ottó Múzeum (Miskolc), Kecskeméti Képtár (Kecskemét), Miskolci Galéria (Miskolc), Kortárs Művészeti Gyűjtemény (Oláhszentgyörgy), Nemzeti Múzeum, Kolozsvár, Soproni Múzeum, Sopron, Tornyai János Múzeum (Hódmezővásárhely), Városi Galéria (Nyíregyháza).
Jószay Zsolt művészetében erősen elkülönül a „műtermi” és a „köztéri” szobrászat. A megrendelőnek megadja azt, amit kíván, a műtermében pedig megéli saját álomszőtte, varázsos világát. Különösen kedveli a fát, alkotásai java része ebből az anyagból készül, ám a finoman, rendkívüli gondossággal kidolgozott fát mindig árnyalja, mélybarnává, vörösessé, zöldessé színezi. Szobra közül nagyon sok torzó, de még portréinak is hiányzik valamely végtagja. „Ott van az a kéz és a láb, csak nem látszik” – mondja erre. Témája az emberi alak, tűnődő, komoly, időtlen, fájdalmas, vagy éppen szelíd arcú figurák, sokszor lehunyt szemmel. Szobrain gyakran használ „idegen” anyagokat: szövetcsíkkal, zsinórokkal tekeri körbe őket, vagy csak egy nyakláncot ad rájuk. Meditatív, nemes, míves alkotások. Szobrászati alkotásain kívül érmeket is készít, amelyek alakítása és hangulata szervesen kapcsolódik műtermi munkáihoz.

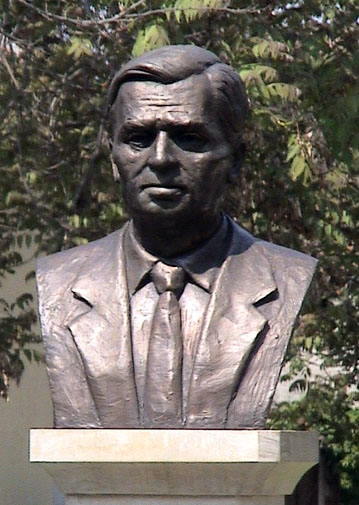
Jószay Zsolt: Antall József. Dr. Antal József tér, Miskolc
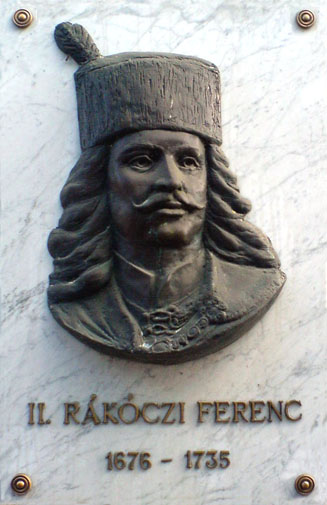
Jószay Zsolt: II. Rákóczi Ferenc. Miskolci Galéria (Dőry-kúria, Rákóczi-ház)
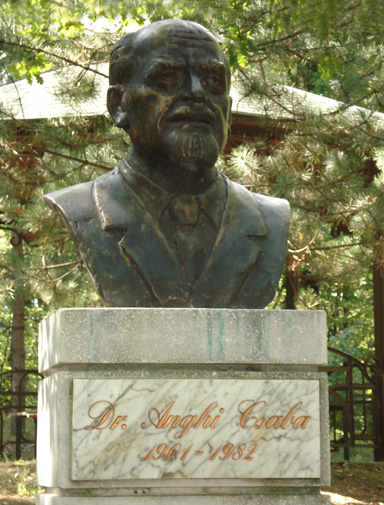
Jószay Zsolt: Dr. Anghi Csaba. Miskolci Állatkert és Kultúrpark
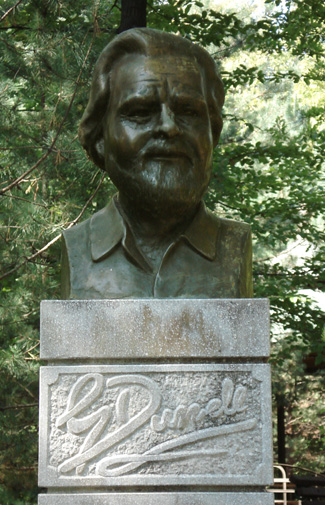
Jószay Zsolt: Gerald Durrell. Miskolci Vadaspark
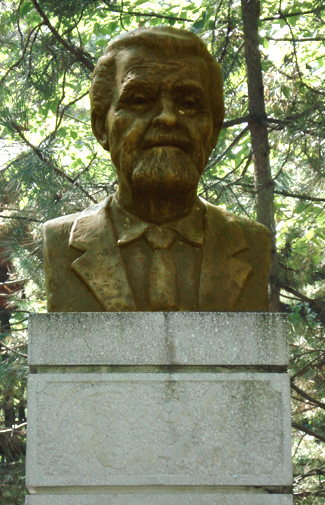
Jószay Zsolt: Konrad Lorenz. Miskolci Vadaspark
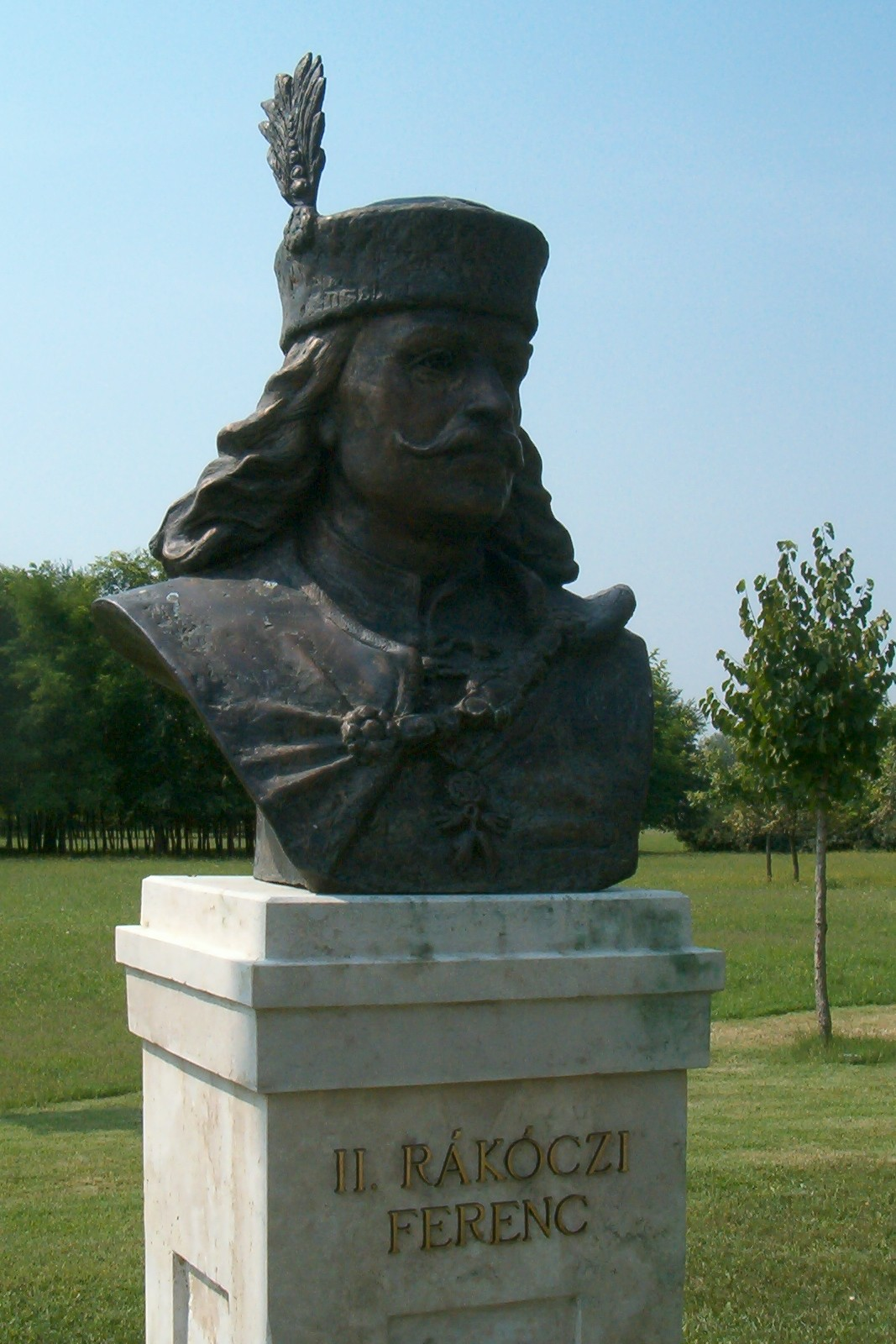
Jószay Zsolt: II. Rákóczi Ferenc. Nemzeti Történeti Emlékpark, Ópusztaszer

## Díjai, elismerései
- 1988 – Miskolci Téli Tárlat díja,
- 1989 – Salgótarjáni Tavaszi Tárlat díja,
- 1989 – Vásárhelyi Őszi Tárlat díja,
- 1991 – XXVII. Alföldi Tárlat (Békéscsaba), a Művészeti Alap díja,
- 1992 – Miskolci Téli Tárlat, Miskolc város fődíja,
- 1993 – Egri Nyári Tárlat díja,
- 1994 – Miskolci Téli Tárlat díja,
- 1995 – XIII. Debreceni Országos Nyári Tárlat, Debrecen város díja,
- 1995 – Salgótarjáni Tavaszi Tárlat díja,
- 1996 – Zempléni Nyári Tárlat (Tokaj), Sátoraljaújhely város díja,
- 1997 – Vásárhelyi Őszi Tárlat munkajutalma,
- 1998 – VI. Országos Faszobrászati Kiállítás (Nagyatád), Nagyatád város díja,
- 1998 – Debreceni Országos Nyári Tárlat díja,
- 1999 – Salgótarjáni Tavaszi Tárlat díja,
- 1999 – XII. Országos Érembiennále (Sopron) díja,
- 1999 – Miskolc város művészeti ösztöndíja,
- 1999 – Miskolci Téli Tárlat díja,
- 2001 – Kondor Béla-díj, Miskolc
- 2003 – Vásárhelyi Őszi Tárlat munkajutalma,

## Egyéni kiállításai
- 1984 – Liszt Ferenc Művelődési Központ, Ózd
- 1985 – Vasas Galéria, Miskolc
- 1985 – Kölcsey Ferenc Művelődési Központ, Debrecen, (Földi Péterrel)
- 1987 – Művelődési Ház, Sárospatak
- 1990 – Ifjúsági Ház, Eger
- 1990 – Mini Galéria, Kazincbarcika
- 1991 – Iskola Galéria, Csepel
- 1991 – Kecskeméti Képtár, Kecskemét, (Földi Péterrel)
- 1991 – Miskolci Galéria, Miskolc (Földi Péterrel)
- 1991 – Ladányi Galéria, Püspökladány (Földi Péterrel)
- 1992 – Horváth Endre Galéria, Balassagyarmat
- 1992 – Városi Galéria, Lübeck (Németország)
- 1994 – Miskolci Egyetem Galéria, Miskolc (Novák Tamással)
- 1995 – Palotaszálló, Lillafüred
- 1995 – Városi Galéria, Leiden (Hollandia, Lóránt Jánossal és Földi Péterrel)
- 1997 – Pince Galéria, Gyöngyös
- 1998 – Városi Galéria, Encs
- 2000 – Miskolci Galéria, Miskolc
- 2001 – Debreceni Egyetem, Debrecen (Blaskó Sándorral, Győri Lászlóval és Makoldi Sándor Gyulával)
- 2003 – Városi Kiállítóterem, Tiszaújváros
- 2002 – Löffler Városi Múzeum, Kassa
- 2004 – Művelődési Központ, Vác
- 2004 – Városi Kiállítóterem, Szikszó
- 2006 – SZIMA székfoglaló kiállítás, Miskolc
- 2006 – Átrium Galéria, Veresegyház
- 2007 – Szolnoki Galéria, Szolnok
- 2007 – Mű-Terem Galéria, Debrecen
- 2009 – Retrospektív kiállítás, Hamilton Aulich Art Galéria, Budapest
- 2011 – Herman Ottó Múzeum, Miskolc
- 2016 – Műcsarnok, Budapest

## Válogatott csoportos kiállításai
- 1984-től – Miskolci Téli Tárlat, Miskolc
- 1987 – Magyar Szalon, Műcsarnok, Budapest
- 1987-től – Salgótarjáni Tavaszi Tárlat, Salgótarján
- 1988-tól – Vásárhelyi Őszi Tárlat, Hódmezővásárhely
- 1989-től – Országos Éremművészeti Biennálék, Lábasház, Sopron
- 1989 – Hatvani Portrébiennále, Hatvan
- 1991 – Hatvani Portrébiennále, Hatvan
- 1994 – „Magyar Szellemi Tulajdon”, Padova (Olaszország)
- 1997 – XI., XV. Országos Kisplasztikai Biennále, Pécs
- 1999 – IX. Szolnoki Képzőművészeti Triennále, Szolnok
- 2009 – Feledy Gyula és miskolci kortársai, Feledy-ház, Miskolc

## Köztéri művei
- 1986 – dr. Kalocsay Kálmán portré (bronz, Abaújszántó)
- 1989 – Jó tanuló, jó sportoló (fa, Comenius Tanítóképző Főiskola, Sárospatak)
- 1992 – Kossuth Lajos dombormű (bronz, márvány, Általános Iskola, Nyékládháza)
- 1993 – Herman Ottó dombormű (bronz, márvány, Általános Iskola, Alsózsolca)
- 1995 – Adolph Kolping egész alakos szobor (fa, Szent Anna egyházközség, Kolping-ház Miskolc)
- 1997 – Szabó Lőrinc dombormű (bronz, márvány, Általános Iskola, Edelény)
- 1997 – Szinyei Merse Pál dombormű (bronz, márvány, Általános Iskola, Szirmabesenyő)
- 1997 – Brunszvik Teréz dombormű (bronz, márvány, városi óvoda, Miskolc)
- 1998 – Szent Rita egész alakos szobor (fa, Római Katolikus Templom, Újfehértó)
- 1998 – Gerald Durell (bronz, Miskolci Vadaspark)
- 1999 – II. Rákóczi Ferenc dombormű (bronz, márvány, Miskolc, Miskolci Galéria, Rákóczi-ház)
- 1999 – Főnix (fa, Deszkatemplom szószéke, Miskolc)
- 1999 – Konrad Lorenz (bronz, Miskolci Vadaspark)
- 2000 – Szent István egész alakos szobor (bolgár mészkő, Miskolc)
- 2000 – Teleki Zsófia (bronz, Tehetséggondozó Kollégium, Miskolc)
- 2001 – Kocsis Pál (bronz, Ady Endre Művelődési Ház, Miskolc)
- 2001 – Anghi Csaba (bronz, Miskolci Vadaspark)
- 2002 – Antall József (bronz, Paloznak)
- 2001 – II. Rákóczi Ferenc (bronz, Nemzeti Történeti Emlékpark, Ópusztaszer)
- 2003 – Antall József (bronz, Miskolc)
- 2005 – Kunt Ernő emlékszobor (hársfa, Miskolci Egyetem, C1. épület)